# کوره آهن خالص

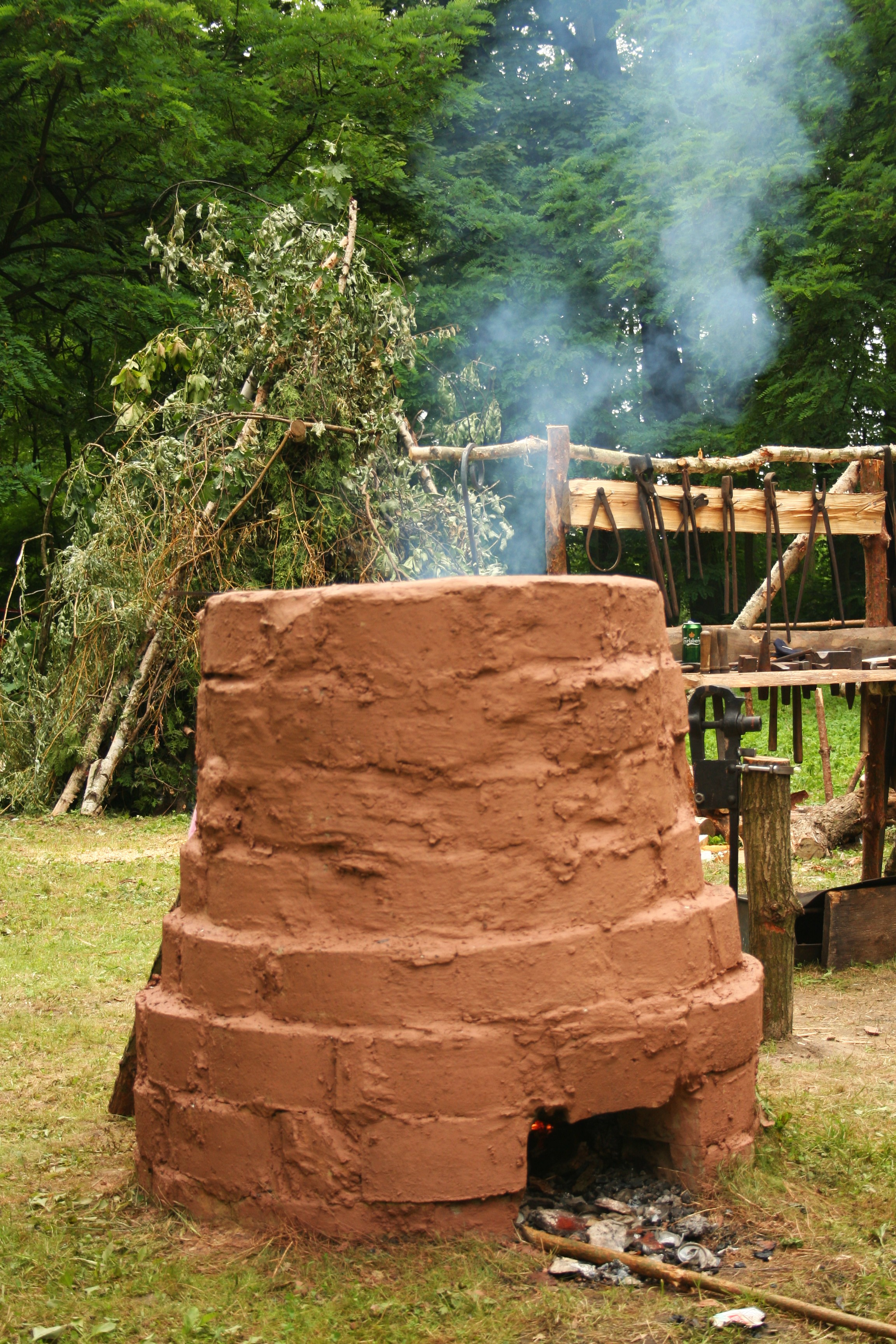
فرایند بلومری. سرباره در نهایت از پایین کوره خارج می‌‌شود.

کوره آهن خالص (انگلیسی: Bloomery) گونه‌ای از کوره‌های صنعتی است، که پیش‌تر برای ذوب‌آهن از اکسید آهن مورد استفاده قرار می‌گرفت. کوره آهن نخستین روش‌ مورد استفاده برای استخراج آهن بود، که محصول پایانی آن یک توده متخلخل از آهن و سرباره می‌باشد و به نام آهن اسفنجی شناخته می‌شود. امروزه کوره‌های بلند جایگزین کوره‌های آهن خالص شده‌است، که برای تولید آهن خام مورد استفاده قرار می‌گیرد.

## فرایند

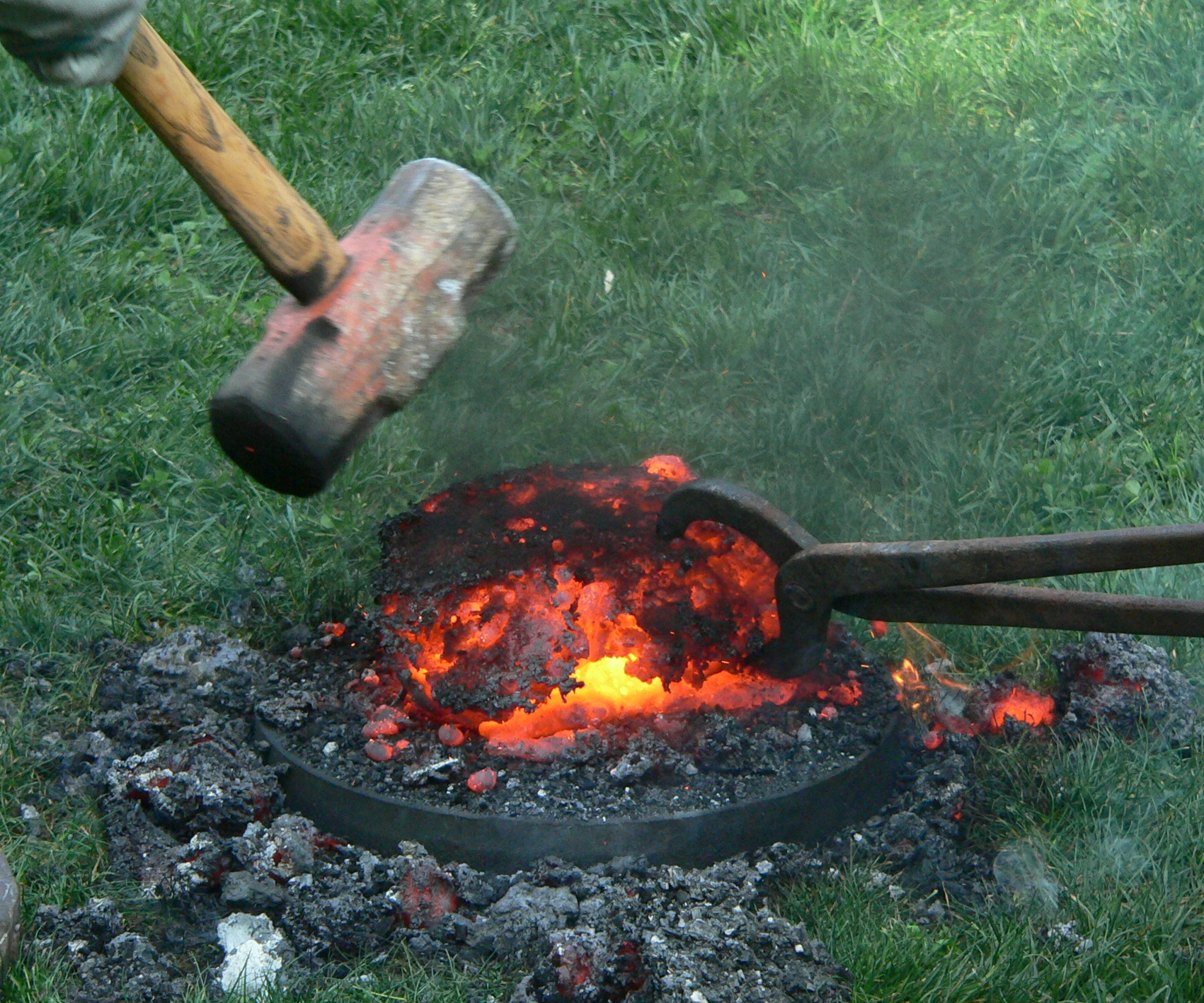
آهن اسفنجی که به تازگی از کوره خارج شده و اطراف آن سرباره‌هایی است که با چکش خارج شده است.

کوره آهن خالص(بلومری) از یک دودکش با دیواره های مقاوم در برابر حرارت ساخته شده از خاک، خاک رس یا سنگ تشکیل شده است.در نزدیکی قسمت پایین، یک یا چند لوله (از جنس خاک رس یا فلز) وجود دارد. این لوله‌ها تویر(انگلیسی: Tuyere) نام دارد و باعث می‌شود هوا به صورت طبیعی یا با دمیدن وارد کوره شود. یک سوراخ در انتها کوره برای خارج کردن سرباره تعبیه می‌شود؛ و آهن اسفنجی در انتها به وسیله همین سوراخ یا با از بین بردن کوره خارج می‌شود.
اولین گام قبل از ساخت کوره، تهیه زغال سنگ و سنگ آهن است. زغال سنگ تقریباً کربن خالصی است که هنگام سوزاندن، هم دمای بالایی را که برای فرآیند ذوب لازم است تولید می کند و هم مونوکسید کربن مورد نیاز برای احیای فلز را فراهم می کند.
سنگ معدن را به قطعات کوچک می‌شکنند و معمولاً در آتش رست (برشته) می‌کنند تا راحت‌تر تجزیه شود، برخی ناخالصی‌ها سوخته و  رطوبت موجود در سنگ معدن تا حدی حذف می‌شود. هر گونه ناخالصی (مانند سیلیس) در سنگ معدن را می توان در حین خرد شدن حذف کرد. اندازه ذرات مورد نظر در درجه اول به این بستگی دارد که کدام یک از چندین نوع سنگ معدن، در دسترس باشد، که با شکل و عملکرد کوره نیز ارتباط دارد یا از کدام روش سنتی استفاده شود. سنگ معدن آهن به‌صورت اکسید متفاوت‌اند(Fe
2O
3 / Fe
3O
4 / FeO(OH) )، این تفاوت در خلوص آهن نیز تاثیر دارد. سرباره‌های آهن اسفنجی نیز ممکن است آهن زیادی داشته باشند، می‌توان آنهارا خرد و با سنگ معدن وارد کوره کرد.
بعد از ساختن کوره و پیش‌گرم کردن آن توسط آتش چوب، مخلوط زغال سنگ و سنگ معدن را از بالای کوره وارد آن می‌کنند. در ابتدا معمولا ذرات کوچک سنگ معدن اضافه می‌شوند و با گذشت زمان قطعات بزرگتر نیز اضافه می‌شوند؛ در روش‌های سنتی این توالی ممکن است متفاوت باشد. به طور کلی نسبت زغال سنگ و سنگ معدن اضافه شده برابر هستند. در داخل کوره، مونوکسید کربن حاصل از احتراق ناقص زغال سنگ، اکسیدهای آهن موجود در سنگ معدن را بدون ذوب کردن سنگ به آهن فلزی  تبدیل می‌کنند. این کار باعث می‌شودکوره در دماهای پایین تر از دمای ذوب سنگ معدن کار کند. از آنجایی که محصول کوره در انتها آهن است به مقدار کربن کمی برای آهنگری(فورج) نیاز است. دما و نسبت زغال سنگ به سنگ آهن باید به دقت کنترل شود تا آهن بیش از حد کربن جذب نکند و در نتیجه غیرقابل فورج شود. چدن زمانی تشکیل می‌شود که آهن 2 تا 4 درصد کربن را جذب کند. از آنجا که این نوع کوره(بلومری) خودگداز(انگلیسی: self-fluxing) است نیاز به به افزودن لایمستون(کلسیم کربنات) برای تشکیل سرباره نیست.
ذرات ریز آهن تولید شده از این طریق به ته کوره می ریزند و در آنجا با سرباره مذاب ترکیب می شوند که اغلب از فایالیت، ترکیبی از سیلیکون، اکسیژن و آهن مخلوط با سایر ناخالصی‌های سنگ معدن تشکیل شده‌اند. سرباره مذاب  به سمت پایین کوره می‌رود، در دیواره‌های جانبی پایینی کوره خنک می‌شود و عملاً کاسه‌ای را تشکیل می‌دهد که همچنان حاوی سرباره مایع است. با ذوب شدن  ذرات آهن، آنها در این کاسه می افتند و تحت وزن خود با هم تفجوش می شوند و یک توده اسفنجی شکل می دهند که به آن، آهن اسفنجی می گویند. از آنجایی که آهن اسفنجی معمولاً متخلخل است و حفره‌های باز داخل آن می‌تواند پر از سرباره باشد، توده استخراج‌شده باید با چکش‌ کوبیده شود تا هم فضاهای خالی فشرده شود و هم سرباره مذاب باقی‌مانده خارج شود. این فرآیند ممکن است به چندین چرخه گرمایش اضافی نیاز داشته باشد. به آهنی که به این روش تولید می‌شود،آهن کارشده گفته می‌شود ، و آهن حاصل با مقادیر کم سرباره، آهن کارشده(گل‌آهن) یا آهن نرم نامیده می‌شود. به دلیل فرآیند تولید، آهن‌های اسفنجی اغلب دارای محتوای کربن متفاوتی بین سطوح بالا و پایین  می‌باشند، تفاوت‌هایی که همچنین تا حدودی از طریق توالی‌های صاف کردن، تا کردن و جوشکاری چکشی با هم ترکیب می‌شوند.همچنین می توان با دستکاری کوره و جریان هوا به‌کوره، آهنی با کربن بالاتر تولید کرد.
با شروع دوران فولادسازی مدرن، کلمه بلوم به معنای دیگری تعمیم یافت که به یک قطعه فولادی در مرحله میانی، که آماده استفاده در بیلت بود، اطلاق شد.

## تاریخچه

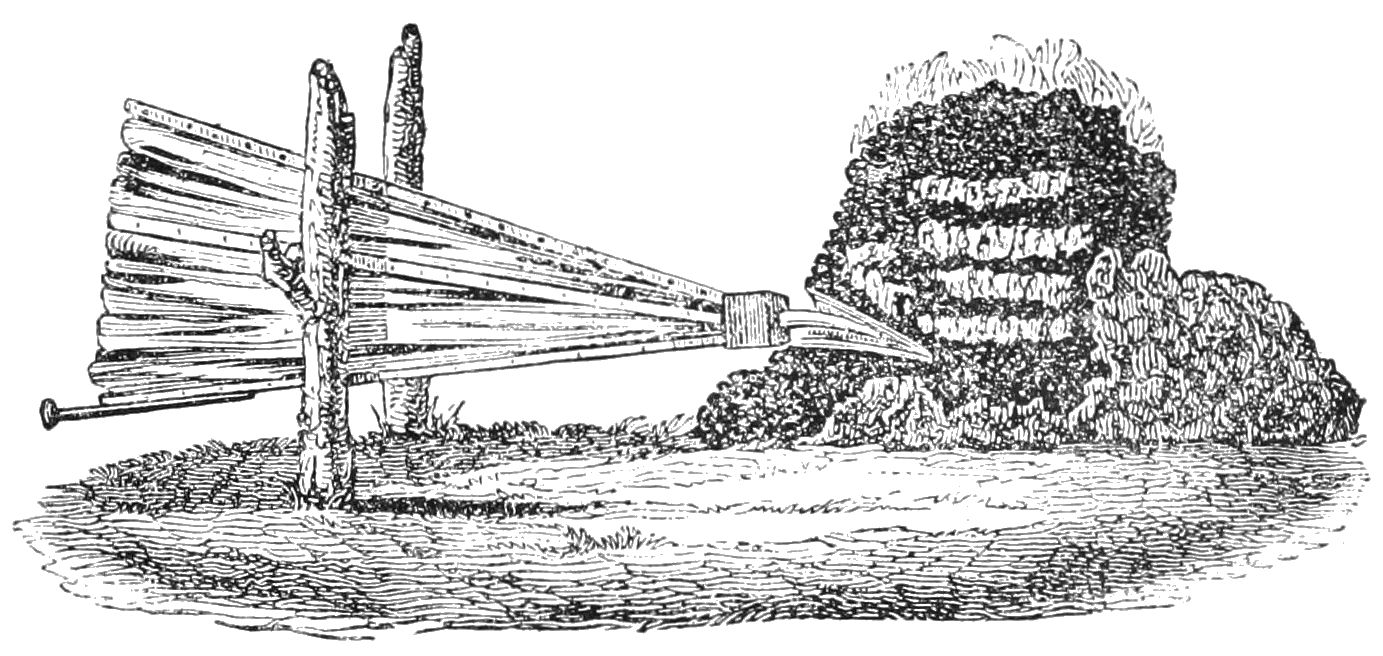
نقاشی از یک کوره بلومری و بادگیر آن.

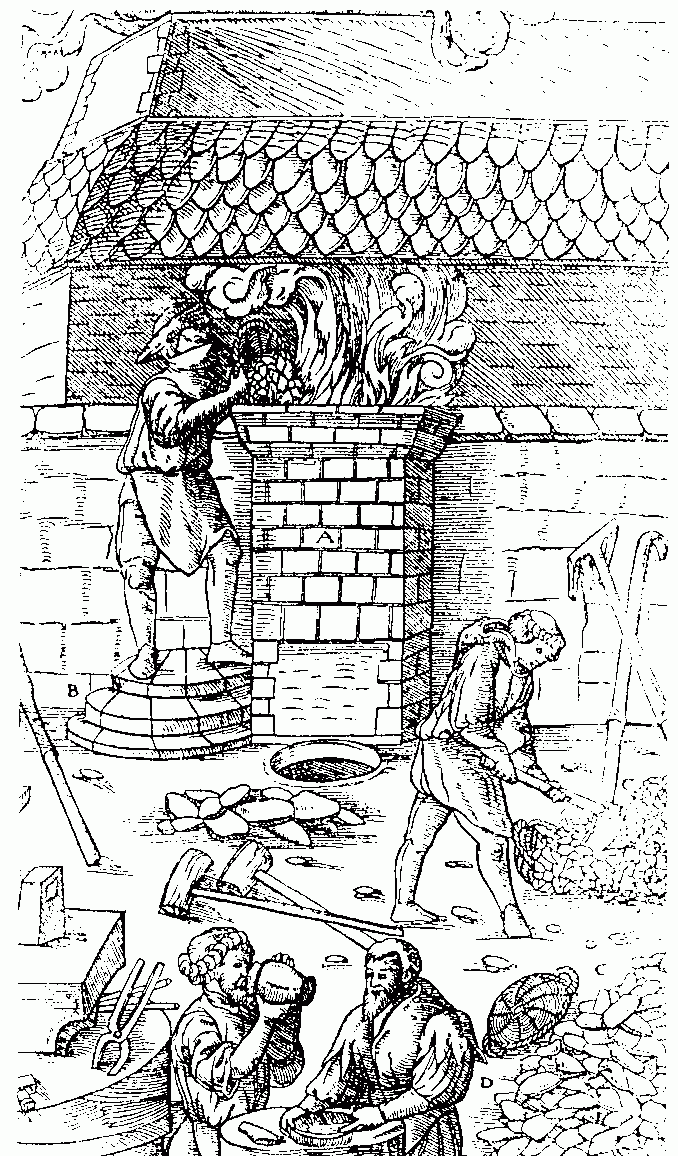
ذوب آهن در قروت وسطی توسط گئورگیوس اگریکولا
به تصویر کشیده شده است(1556).

آغاز عصر آهن در بیشتر نقاط جهان مصادف با اولین استفاده گسترده از کوره آهن خالص(بلومری) است. در حالی که نمونه های قبلی یافت شده آهن دارای محتوای نیکل بالا است که نشان می‌دهد که این آهن شهاب سنگی است. سایر نمونه‌های اولیه آهن ممکن است با ورود تصادفی سنگ آهن در عملیات ذوب مس تولید شده باشند. به نظر می رسد که آهن در  3000 سال قبل از میلاد در خاورمیانه ذوب شده است، اما آهنگرهای مس که با آهن آشنایی نداشتند، تا مدت ها بعد از آن استفاده نکردند.در غرب، آهن در حدود 1200 سال قبل از میلاد مورد استفاده قرار گرفت.

### شرق آسیا
چین از دیرباز از بلومری استفاده می‌کرد. تصور می‌شد که چینی‌ها از فرآیند بلومری استفاده نمی‌کنند، و از کوره بلند و آهنگری برای تولید آهن نرم شروع کردند.در قرن پنجم قبل از میلاد، فلزکاران در ایالت جنوبی وو، کوره بلند و ابزاری برای چدن و کربن زدایی آهن خام غنی از کربن تولید شده در کوره بلند، به موادی شبیه به آهن نرم کم کربن اختراع کردند. با این حال، شواهد اخیر نشان می‌دهد که بلومری در چین باستان قبل از این که توسط کوره‌های بلند توسعه‌یافته محلی، جایگزین شوند، در 800 سال قبل از میلاد از غرب چین جابجا شدند. سند این نظریه، کشف «بیش از ده» ابزار حفاری آهنی بود که در مقبره حاکم جینگ شین (متوفی 537 ق.م) یافت شد، که مقبره او در شهرستان فنگ شیانگ، واقع شده است (موزه ای امروز در این مکان وجود دارد).

### جنوب صحرای آفریقا
تمام فرآیندهای سنتی ذوب آهن در جنوب صحرای آفریقا نوعی از فرآیند بلومری هستند.بحث های زیادی در مورد خاستگاه متالورژی آهن در آفریقا وجود دارد. ذوب در کوره‌های بلومری در غرب آفریقا و آهنگری ابزار در فرهنگ نوک (انگلیسی: Nok culture)نیجریه مرکزی حداقل در 550 سال قبل از میلاد و احتمالا چندین قرن قبل از آن ظاهر شده است.همچنین شواهدی از ذوب آهن با کوره‌های بلومری مربوط به 750 سال قبل از میلاد در اوپی (آگوستین هال 2009) و لجا مربوط به 2000 سال قبل از میلاد (Pamela Eze-Uzomaka 2009) وجود دارد، هر دو مکان در منطقه Nsukka در جنوب شرقی نیجریه در جایی که اکنون در نیجریه واقع شده‌اند است. در جمهوری آفریقای مرکزی، شواهدی از متالورژی آهن، از یک کوره احیا و کارگاه آهنگری به دست آمده که قدمت آنها به ترتیب 896-773 قبل از میلاد و 907-796 قبل از میلاد است.
قدیمی‌ترین کوره‌های بلومری در شرق آفریقا، در نوبیا در سودان باستان است که حداقل به قرن هفتم تا ششم قبل از میلاد برمی‌گردد. کوره‌های باستانی که ابزارهای فلزی برای نوبی ها و کوشی ها  مازاد بر فروش تولید می کردند.

### جنوب آسیا
در طی یک پروژه نیروگاه آبی، در کوهپایه های جنوبی ارتفاعات مرکزی، سامانالاووا، در سریلانکا، یک کوره بادی در یک سایت حفاری پیدا شد. این کوره‌ها توسط بادهای موسمی کار می کردند و قدمت آن به 300 سال قبل از میلاد می رسد. با استفاده از تکنیک های تاریخ گذاری رادیوکربن این کوره های باستانی لانکا ممکن است بهترین فولاد با کیفیت را برای شمشیرهای افسانه ای دمشق که در سوابق سوری ذکر شده است تولید کرده باشند. آزمایش‌های میدانی با استفاده از کوره‌های مشابه تأیید کرد که این نوع کوره از یک اصل تامین هوا مبتنی بر باد استفاده می‌کند که از دمش اجباری یا طبیعی متمایز است و همچنین نشان می‌دهد که توانایی تولید فولاد با کربن بالا را دارد.
آهن نرم در ساخت بناهایی مانند ستون آهنی دهلی که در قرن سوم پس از میلاد در زمان امپراتوری گوپتا ساخته شد، استفاده شده‌است. مانند چین، فولاد پر کربن در هند مورد استفاده می‌شد، اگرچه تا زمان مدرن از چدن برای معماری استفاده نمی شد.

### اروپا تا قرون وسطی

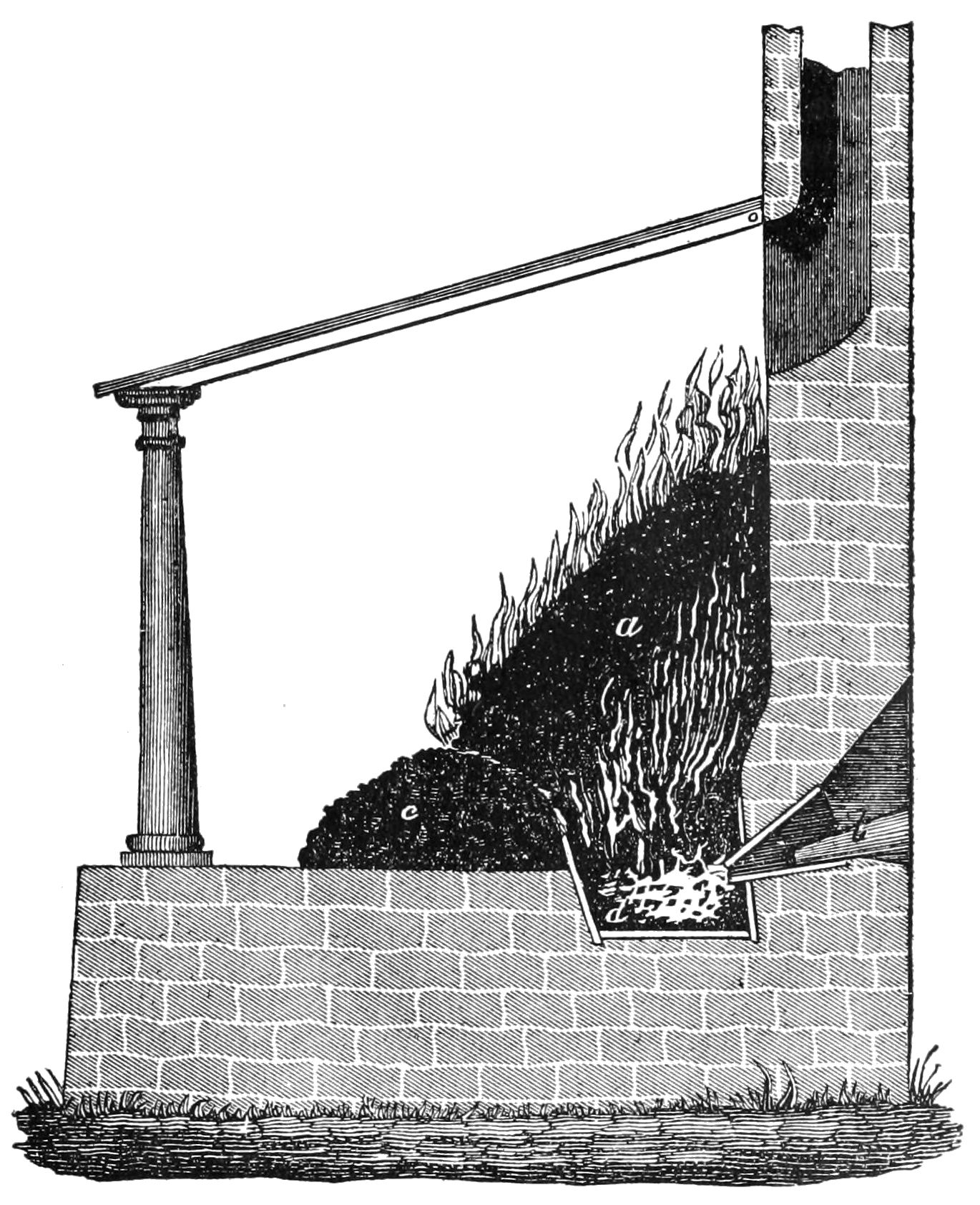
یک کوره کاتالان، با لوله و دم در سمت راست.

کوره‌های اولیه اروپایی عمدتاً به دلیل محدودیت‌های مکانیکی دم‌ با نیروی انسانی و میزان نیرویی که ممکن است با چکش‌های دستی اعمال شود نسبتاً کوچک بودند. آنهایی که از نظر باستان شناسی از عصر آهن پیش از روم شناخته شده اند، معمولاً در محدوده 2 کیلوگرم هستند که در کوره های (low shaft furnaces) تولید می شدند.در دوره رومی‌ها اغلب از کوره‌هایی با ارتفاع کافی برای ایجاد دمش طبیعی (به ارتفاع 200 سانتی‌متر) در نتیجه تولید آهن اسفنجی 10-15 کیلوگرم استفاده می‌شد. آزمایش‌‌های معاصر به‌طور معمول با استفاده از کوره‌های «short shaft» مشتق شده از اروپای شمالی با  هوای دمیده برای تولید آهن اسفنجی در محدوده 5 تا 10 کیلوگرم کار می‌کردند.استفاده از چرخ آب، که در حدود هزاره اول گسترش یافت و برای نیرو دادن به دم‌های حجیم‌تر به کار رفت، باعث شد تا کوره‌ها بزرگ‌تر و داغ‌تر شوند، با چکش‌های اهرمی  که باعث ‍می‌شد تا آهن بیشتری را فورج کند.کوره‌های به تدریج بزرگتر در اواخر قرن 14 ساخته شدند، با ظرفیت متوسط حدود 15 کیلوگرم، اگرچه استثناهایی وجود داشت. میانگین اندازه‌های آهن‌های  اروپایی به سرعت به 300 کیلوگرم افزایش یافت و تا پایان کوره‌ها به یک سطح رسید.
با افزایش اندازه کوره‌ها، سنگ آهن برای مدت طولانی تری در معرض ذغال سوخته قرار می‌گیرد.هنگامی که با هوا و سنگ معدن و زغال سنگ ترکیب می شود، ممکن است باعث شود بخشی از آهن ذوب شود و در این فرآیند با کربن اشباع شود و آهن خام غیرقابل فورج تولید کند که نیاز به اکسیداسیون دارد تا به چدن و فولاد تبدیل شود. این آهن خام به عنوان یک محصول ضایعاتی در نظر گرفته می‌شد که از بازدهی بزرگ‌ترین کوره‌ها می‌کاهد، و تا قرن چهاردهم بود که کوره‌های بلند اولیه، که از نظر ساختمانی یکسان بودند، اما به تولید آهن مذاب اختصاص داشتند، ساخته شدند.
کوره های بلومری معمولاً طیف وسیعی از محصولات آهنی از آهن بسیار کم کربن گرفته تا فولاد حاوی تقریباً 0.2٪ تا 1.5٪ کربن تولید می‌ کنند.استاد آهنگر باید قطعات آهن کم کربن را انتخاب کند، آنها را کربن‌دهی کند و آنها را به هم جوش دهد تا ورق های فولادی بسازند. حتی زمانی که روی آهن بدون کربن اعمال می شود، این فرآیند چینش و جوش منجر به یک محصول همگن‌تر می شود و بسیاری از سرباره را حذف می کند.این فرآیند باید تا 15 بار در زمانی که به فولاد با کیفیت بالا نیاز بود، مانند شمشیر تکرار شود. جایگزین فرایند این بود که سطح محصول نهایی را کربن‌دهی کنند. گرمای هر فرایند مقداری کربن را اکسید می کند، بنابراین استاد باید مطمئن می شد که کربن کافی در مخلوط اولیه وجود دارد.
در انگلستان و ولز، علی‌رغم ورود کوره بلند به ویلد در حدود سال 1491، فورج‌های بلومری، احتمالاً از نیروی آب برای چکش و همچنین دم‌ها استفاده می‌کردند که پس از سال 1580 در منطقه وست میدلندز استفاده می‌شدند.در فرنس و کامبرلند، کوره‌ها تا اوایل قرن هفدهم فعالیت کردند و آخرین مورد در انگلستان (نزدیک گارستانگ) حدود سال 1770 بسته شد.
یکی از قدیمی‌ترین کوره‌های بلند شناخته‌شده در اروپا در لاپفیتان سوئد یافت شده است، که مربوط به قرن دوازدهم است .قدیمی ترین کوره بلومری در سوئد، که در همان منطقه نیز یافت شده،  مربوط به 700 سال قبل از میلاد است.
بلومری در اسپانیا و جنوب فرانسه به عنوان سازندگان کاتالان تا اواسط قرن 19 و در اتریش به عنوان Stückofen  تا 1775 زنده ماند.

### قاره آمریکا
ذوب آهن در آمریکای پیش از کلمبیا ناشناخته بود.
حفاری‌ها در L'Anse aux Meadows، نیوفاندلند، شواهد زیادی برای فرآوری آهن خلاش و تولید آهن بلومری توسط نورس‌ها پیدا کرده است.عصر وایکینگ (حدود 1000-1022 پس از میلاد) در L'Anse aux Meadows در یک منطقه دریایی مرتفع، بین یک باتلاق ذغال سنگ نارس و اقیانوس واقع شده است. تخمین‌ها از مقدار کمتر سرباره‌ای که از نظر باستان‌شناسی بازیابی شده نشان می‌دهد که 15 کیلوگرم سرباره در طی یک تلاش ذوب تولید شده است. با مقایسه محتوای آهن با آهن خلاشی باقی مانده در آن سرباره، حدود 3 کیلوگرم آهن اسفنجی تولید شده بود. با بازدهی در بهترین حالت 20 درصد از سنگ معدن غنی از آهن با کیفیت، نشان می دهد که کارگرانی که سنگ معدن را فرآوری می‌کنند مهارت خاصی نداشته اند.این اثبات می‌کند که دانش فرآوری آهن گسترده بوده و به مراکز عمده تجارت و بازرگانی محدود نبوده است.باستان شناسان همچنین 98 میخ و مهمتر از همه، قطعات پرچ کشتی و همچنین شواهد قابل توجهی برای نجاری که به تعمیر قایق یا احتمالاً کشتی در محل انجام شده است  پیدا کردند. (نکته مهم این است که یک آهن خام 3 کیلوگرمی  مطمئناً میله ت کافی برای تولید 3 کیلوگرم میخ و پرچ بازیافت شده را ایجاد نمی کند.)

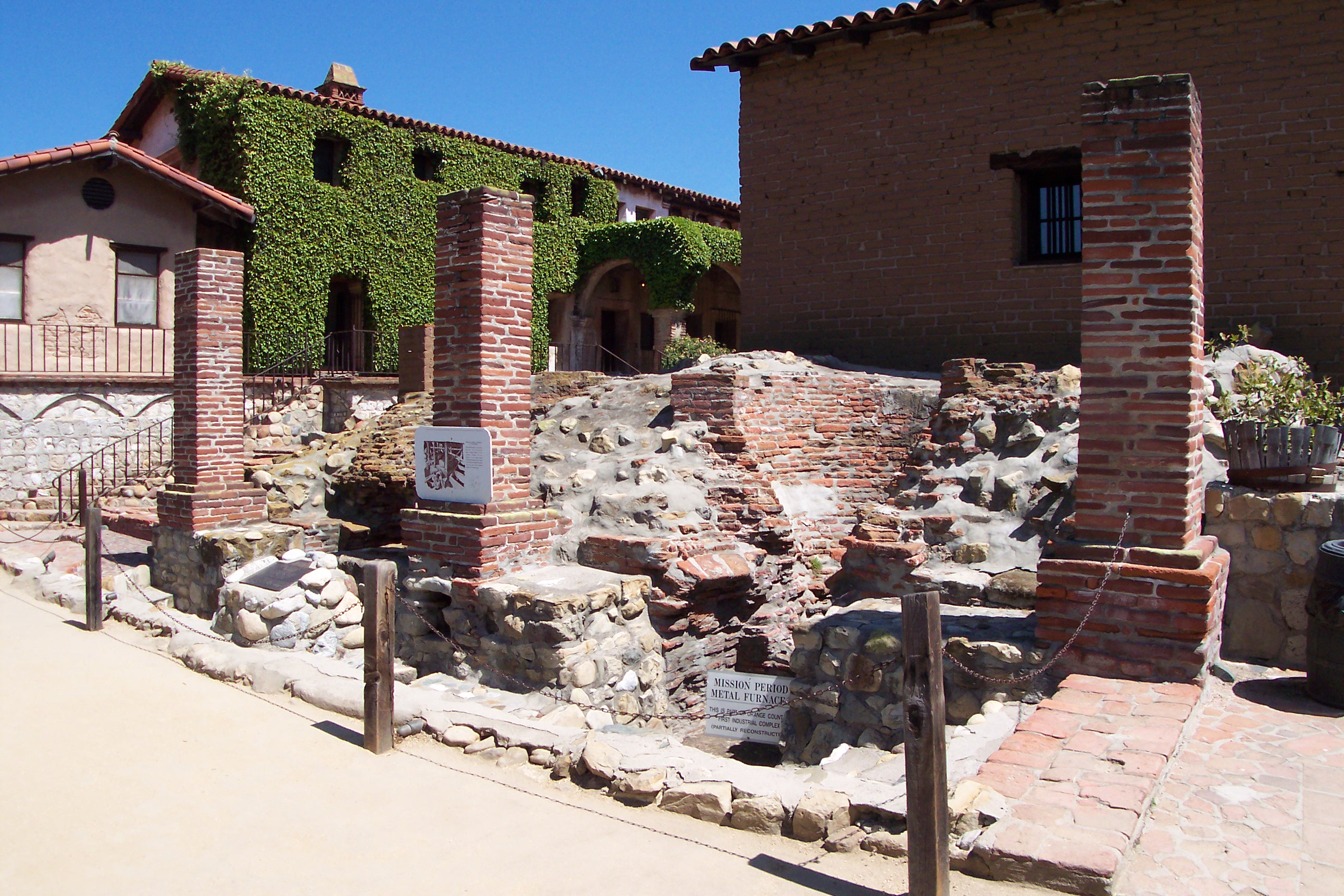
نمایی از بلومری («فورج کاتالانی») در Mission San Juan Capistrano، قدیمی ترین (حدود دهه 1790) تأسیسات موجود در نوع خود در کالیفرنیا.

در استعمار اسپانیایی قاره آمریکا، بلومرها یا «فورج‌های کاتالانی» بخشی از «خودکفایی» در برخی از مبلغان، انکومینداها و پوئبلوها بودند.
باستان شناسان در جیمزتاون ویرجینیا (حدود 1610-1615) بقایای یک کوره آهن خالص (short shaft)  را بازیابی کرده‌اند، که احتمالاً به عنوان  «آزمایش منبع»  مانند آزمایشی که در وینلند قبلاً انجام شده بود، در نظر گرفته شده است.مهاجران انگلیسی مستعمرات سیزده‌گانه به موجب قانون از تولید منع شدند. برای مدتی، بریتانیایی ها به دنبال این بودند که بیشتر صنعتگران ماهر را در مکان های داخلی مستقر کنند.در واقع این یکی از مشکلاتی بود که منجر به انقلاب شد.کارخانه آهن فالینگ کریک اولین کارخانه در ایالات متحده بود.کارخانه آهن Neabsco نمونه ای از تلاش های اولیه ویرجینیا برای تشکیل یک صنعت کارآمد آمریکایی است.
در آدیرونداک، نیویورک، کوره‌های جدید با استفاده از تکنیک هات بلاست در قرن 19 ساخته شد.